# Hauptkampflinie
Hauptkampflinie ("primera línea de combate" en castellano) o HKL es un grupo de RAC alemán de ideología nazi fundado en 1996.

## Álbumes
- Zwischen allen Fronten (1997)
- Tag der Freiheit (Extended Play, 1997)
- Für Deutschland ein Lied (1997)
- Ein deutsches Lied in meinem Herzen (1998)
- Völkermordzentrale (1999, indiziert August 2000)
- Der unbekannte Soldat (2000, indiziert September 2005)
- Endsiegterroristen (2001)
- 5 Jahre (EP, 2001)
- Skating into Multikulti (2002)
- Partylieder (2002)
- Unternehmen Deutschland (2002)
- Aufstand der Anständigen (2003)
- Bis zur Revolution (2003)
- Live in Dortmund (2003)
- Tomorrow belongs to me (2003)
- Bärenwut (EP) (2003)
- Bis aufs Blut (2004)
- Odins Krieger (2004)
- Rockt das Reich (2005)
- Aus dem Ghetto (2005, indiziert Februar 2007)
- Der Traum vom Reich (2006)
- 10 Jahre: Eine Dekade des Hasses (2006)
- Unplugged (2007)

## Acusación de plagio
En 2007 algunos medios de comunicación españoles los acusaron de plagiar la canción "volverá" del grupo español El canto del loco bajo el título "Vorwärts über Leichen" ("Adelante sobre los cadáveres", en castellano).
La canción alemana fue publicada en 2006 y la canción del grupo español en 2005, dentro de su álbum Zapatillas (álbum).